# マーケティングジャーナル
『マーケティングジャーナル』（Quarterly Journal of Marketing）は、3,000名以上の学会員を擁する日本最大の経営・商業系の学会、「日本マーケティング学会」が年に4回発行する、英文・和文混載の学会誌である。

## 概要
同誌による「目的と領域（Aims and Scope）」によれば、『マーケティングジャーナル』は、日本国内外におけるマーケティング研究・実践における探求と創発のために、マーケティングに関する重要かつ独創的な、学術的・実践的示唆に富んだ論文を掲載する雑誌であり、製品、価格、流通、プロモーション、消費者行動等に関する論文の投稿を主に募集している。
掲載される論文の原稿種別は、投稿査読論文、投稿査読レター論文、特集論文、受賞論文、レビュー論文、マーケティングケース、書評の7種類であり、そのうち、投稿査読論文、投稿査読レター論文、特集論文、レビュー論文，受賞論文（ただし改稿の場合）を査読対象としており、投稿査読論文，投稿査読レター論文の審査は、担当編集委員および3名の審査委員によるダブルブラインド方式の査読システムで実施されている。
閲覧について、オープンアクセスのオンラインジャーナルであり、誰でも無料で掲載論文を閲覧することができる。ただし、日本マーケティング学会の非学会員は、掲載論文を1本ずつ閲覧しなければならないのに対して、学会員は、表紙、目次、奥付を含む雑誌コンテンツ全体が含まれたファイルをダウンロードできる。
一方、投稿について、招待論文を除き、誰でも論文を投稿して、掲載のための審査を受けることができる。ただし、非学会員は、掲載料を支払わなくてはならないのに対して、学会員には、掲載料が掛からない。
『マーケティングジャーナル』の姉妹誌として、日本マーケティング学会は、『マーケティングレビュー』（2020年3月発刊）も刊行している。『マーケティングジャーナル』は、もともと、日本の年度基準の巻号表示を行ってきたが、『マーケティングレビュー』が年1号から年2号に増刊されるのを機に見直し、両誌とも、暦年基準の巻号表示とした。その結果、第44巻（2024年度号）までは6月号が1号だったが、第45巻（2025年号）からは1月号が1号となった。

## 原稿種別

### 特集論文
『マーケティングジャーナル』には、毎号、編集長・副編集長・シニアエディターの中のいずれか1名が定めた特集テーマが掲げられ、その特集テーマのもとで執筆された3篇から5篇の「特集論文」が掲載されている。「特集論文」は、担当エディターによる招待論文であり、かつ査読論文である。それぞれの論文は、英文の場合もあれば、和文の場合もある。

### 受賞論文
直近の「ベストペーパー賞」や「奨励賞」を受賞した論文が、英文の場合には和訳、和文の場合には英訳されて、掲載されている。「ベストペーパー賞」は年間最大1篇、「奨励賞」は年間最大3篇である一方、『マーケティングジャーナル』は年間4号発行の季刊誌であるから、受賞論文は、１号につき１篇のペースで掲載されている。

### レビュー論文
著者自身のオリジナルの学説を展開する論文とは異なり、刊行済の学説をレビューする論文であり、1号につき1篇から2篇、掲載されている。編集委員会メンバーが著者を招待し、著者が投稿した論文の査読を行う、招待査読論文という位置づけである。学術研究者としてのキャリアの浅い著者が執筆することが多い。英文の場合もあれば、和文の場合もある。

### 投稿査読論文
招待制ではなく一般投稿制の論文である。投稿された論文は、マネージングエディターによるテクニカルチェック、全エディターによるデスク審査、担当シニアエディターと3名のレビュアーによる本審査を経て、採択された論文だけが、掲載されている。和文で投稿し、採択された後に英訳し、英文で掲載する、という独特の制度があり、この制度が導入されてから、多くの投稿査読論文が、英文・全訳付という形態で掲載されている。

### 投稿査読レター論文
投稿査読論文と同様の審査システムを持つ、5ページ限定の速達論文である。主として文献レビューを省略し、オリジナルの学説の展開に重きを置いて執筆される。2024年に制度が施行され、2025年から掲載されるようになった、『マーケティングジャーナル』のなかで比較的新しい原稿種別である。

### マーケティングケース
特定企業の優れたマーケティング活動を紹介する、非査読論文である。かつては「マーケティング・エクセレンスを求めて」というシリーズ企画であった。対象企業に対して必ず独自取材を行っている点に特徴がある。1号につき、かつては2篇程度、近年は1篇程度、掲載されている。

### 書評
発刊から数年以内の優れた書籍を紹介する、非査読論文である。かつては2篇程度、近年は1篇程度、掲載されている。

## 歴史

### 1980年代
1981年2月、「日本マーケティング協会」の機関誌として刊行されていた『マーケティングニュース』を269号で廃刊とし、代わりに同会が発刊したのが『マーケティングジャーナル』であった。なお、発刊にあたっての巻頭言は、同会会長（当時）の鳥井道夫（サントリー）が執筆した。初代編集長は久保村隆祐（横浜国立大学）であった。
1983年3月、編集長が井関利明（慶應義塾大学）に交代し、3度の編集委員の組織改編を経て、1987年7月、編集長が室井鐵衛（千葉商科大学）に交代した。

### 1990年代
1990年9月、第4代編集長として嶋口充輝（慶應義塾大学）に交代すると、編集委員は倍増した。1995年7月より、第5代編集長として和田充夫（慶應義塾大学）が編集を担当した。

### 2000年代
1999年6月より、第6代編集長として池尾恭一（慶應義塾大学）が就任した。池尾が編集長を務める2006年6月、通算100号が刊行され、当時の編集委員全員が執筆する記念号として位置づけられた。 池尾は、2017年3月まで、組織改編を繰り返しながら、長らく編集長として『マーケティングジャーナル』の維持・発展に貢献した。

### 2010年代
池尾恭一が第6代編集長を務める2012年8月、「日本マーケティング学会」が設立されると、『マーケティングジャーナル』も、同会の学会誌となった。2014年11月の同会による「マーケティングカンファレンス」より、年間優秀論文を表彰する「ベストペーパー賞」および「ヤングスカラー賞」（2019年より「奨励賞」に改称）が設置された。 
2017年6月、古川一郎（一橋大学）が第7代編集長に就任した。  そして、2018年、『マーケティングジャーナル』は、紙媒体による旧来型の雑誌から、収載先をJ-STAGEとするオープンアクセスのオンラインジャーナルに生まれ変わった。それに伴い、雑誌表紙デザインが大幅に変更された。 

### 2020年代
2019年9月、西川英彦（法政大学）が第8代編集長に就任した。これまでで最大規模となる18名の編集委員会組織が結成され、議決権のあるこれまでの編集委員をシニアエディターと呼称する一方、新たに議決権のない編集委員のポストを設置して、それをアソシエイトエディタ―と呼称するようになった。日本の経営・商業の主要学会誌の中で初めて、審査を経て、DOAJ（オープンアクセス学術誌要覧）に収載された。また、収載論文に対して、クリエイティブコモンズ・ライセンスを付加するようになった。さらに、論文の根拠データがJ-STAGE Dataに収載されるようになった。
2023年6月、小野晃典（慶應義塾大学）が第9代編集長に就任した。投稿数激増に伴い、編集委員は29名に拡大し、2025年6月の組織改編で、さらに37名に拡大した。マネージングエディターのポストが新設され、以降、マネージングエディターにより、アニュアルレポートが年に1度、掲載されるようになった。J-STAGE、DOAJに続き、EBSCOhostにも収載された。また、2024年7月の第44巻第1号から、『マーケティングジャーナル』は、これまでの和文誌の位置づけを改め、英文論文も掲載する和英混載誌に改編された。それに伴い、英文雑誌名が、Japan Marketing Journalから、Quarterly Journal of Marketingに改称され、英文雑誌名の頭文字を意匠とする雑誌表紙デザインが、「mj」から「qjm」に変更された。2025年1月から巻号番号が見直された。

## 特集テーマ
『マーケティングジャーナル』は、日本マーケティング学会の学会誌になる以前（1983年刊行の第3巻第2号以降）の慣習を踏襲して、毎号、1つの特集テーマが設定されており、そのテーマの下で、概ね5本の特集論文が、巻頭に掲載されている。
- 1983年 - 「戦略的マーケティングの新潮流」（3 (2)）、「消費者行動研究の課題と動向」（3 (3)）
- 1984年 - 「マーケティング・コミュニケーションの今日的課題」（3 (4)）、「サービス・マーケティングの台頭」（4 (1)）、「マーケティング戦略と組織」（4 (2)）、「エリア・マーケティングの新展開」（4 (3)）
- 1985年  「現代日本におけるマーケティングの諸相」（4 (4)）、「「日本的マーケティングの成果と課題」その1」（5 (1)）、「「日本的マーケティングの成果と課題」その2」（5 (2)）
- 1986年 - 「消費者行動の質的転換と「マーケティング・ルネッサンス」」（5 (3・4)）、「情報ネットワークと流通革新」（6 (1)）、「生活起点の発想とマーケティング革新」（6 (2)）、「CIと企業文化の構築」（6 (3)）
- 1987年 - 「マーケティング・システムの経済分析」（6 (4)）、「マーケティング・イノベーション」（7 (1)）、「マーケティング30年の光と影」（7 (2)）、「マーケティング・テクノロジーの新展開」（7 (3)）
- 1988年 - 「日本の小売業とマーケティング」（7 (4)）、「ダイレクト・マーケティング」（8 (1)）、「多品種少量化とマーケティング」（8 (2)）、「ニューマーケットの“変化”とは何か」（8 (3)）
- 1989年 - 「国際化時代のマーケティング」（8 (4)）、「企業信頼とマーケティング」（9 (1)）、「日本型マーケティング・パワーの源泉」（9 (2)）、「転換期にある流通・チャネル戦略の展望」（9 (3)）
- 1990年 - 「見直しをせまられるプロモーション戦略」（9 (4)）、「求められる合理的取引条件」（10 (1)）、「新しい編集にあたって」（10 (2)）、「転換期を迎えた流通政策」（10 (3)）
- 1991年 - 「創刊時の理念脈打つ10年の蓄積」（10 (4)）、「対抗の図式から融合の図式へ」（11 (1)）、「対抗の図式から融合の図式へ」（11 (2)）
- 1992年 - 「「2000年のマーケティング」特集に向けて」（11 (3)）、「「不安の時代」に問われるマーケティングの役割」（11 (4)）、「プロモーション戦略の現状とその変化の方向性」（12 (1)）、「今日的テーマヘの新たな視角」（12 (2)）、「知的インフラの強化を待つ」（12 (3)）
- 1993年 - 「因縁と関係性」（12 (4)）、「柔らかい科学概念の誕生」（13 (1)）、「本誌第50号記念 "21世紀のマーケティングに向けて"」（13 (2)）、「粘着力から破壊力へ」（13 (3)）
- 1994年 - 「本質論待望の時」（13 (4)）、「時代認識とマーケティング研究」（14 (1)）、「「価格破壊」とマーケティング戦略」（14 (2)）
- 1995年 - 「マーケティング・コミュニケーション」（14 (3)）、「変化の先に見えるもの」（14 (4)）、「「獣化」のすすめ」（15 (1)）、「革新の土壌」（15 (2)）、「変容する消費と流通」（15 (3)）
- 1996年 - 「ブランド・アーキテクチュア」（15 (4)）、「文化の知のストックを掘り起こせ」（16 (1)）、「アーティフィシャル・ライフの世界」（16 (2)）
- 1997年 - 「消費者ニーズと企業責任」（16 (3)）、「今，新しい時代への新たなパラダイムが模索されている中で」（16 (4)）、「楕円発想のすすめ」（17 (1)）、「プロアクティブな人たち」（17 (2)）
- 1998年 - 「競争のルールを変える手法としてのマーケティング」（17 (3)）、「内的規範と外的規制」（17 (4)）、「ブランディングの本質」（18 (1)）、「消費と供給の乖離をどう埋めるか」（18 (2)）、「消費社会の展開とマーケティング課題」（18 (3)）
- 1999年 - 「最近思うこと」（18 (4)）、「パラダイムを変えるメタファの力」（19 (1)）、「IMCに関わる問題点」（19 (2)）、「マクロ・マーケティング論と「可能性のマーケティング」」（19 (3)）
- 2000年 - 「インターネットの三つの鏡」（19 (4)）、「ビジョンデザインとブランド構築」（20 (1)）、「コモディティ化とマーケティング」（20 (2)）、「正念場に来たインターネット販売」（20 (3)）
- 2001年 - 「マーケティングのdé jà vu現象」（20 (4)）、「持続的競争優位の源泉としてのブランド」（21 (1)）、「「新しい共生型地域振興の試みに向けて」（21 (2)）
- 2002年 - 「マーケティングのミッションとは」（21 (3)）、「自然体のマーケティング」（21 (4)）、「「第五の経営資源」は幻想なのか」（22 (1)）、「「ものづくり」と文化の底力」（22 (2)）
- 2003年 - 「マーケティングの重要性と影響力」（22 (3)）、「グローバル・マーケティング時代へ」（22 (4)）、「ピンポイントの知」（23 (1)）、「情報、認知限界、モデルそして意思決定」（23 (2)）
- 2004年 - 「メッセージはメディアである」（23 (3)）、「差異性の意識的創造とその資産化」（23 (4)）、「分裂から統合そして新しい融合の時代へ」（24 (1)）、「マーケティングと弁証法」（24 (2)）
- 2005年 - 「市場のマネジメント」（24 (3)）、「STPマーケティングの限界」（24 (4)）、「現在の経営環境と情報活用テクノロジー」（25 (1)）、「マーケティングの失敗 ～ポリティカル・マーケティングの必要性～」（25 (2)）
- 2006年 - 「インターネットのマーケティングへのインパクト」（25 (3)）、「マーケティングジャーナル100号記念 “マーケティング・イノベーション”」（25 (4)）、「万年筆と豪華客船」（26 (1)）、「最近の「格差社会」論議とその周辺」（26 (2)）
- 2007年 - 「流通制度改革と日本の流通変化」（26 (3)）、「マーケティングにおける「言葉のマネジメント」の重要性」（26 (4)）、「マーケティングとデザイン」（27 (1)）、「マーケティング研究の新しい可能性を求めて」（27 (2)）
- 2008年 - 「顧客との価値共創」（27 (3)）、「売れないメカニズム」（27 (4)）、「深層心理に戻ろう」（28 (1)）、「CSRとソーシャル・マーケティング」（28 (2)）
- 2009年 - 「科学としてのマーケティング,そしてマーケティングROI」（28 (3)）、「チームメイト求む。語学の堪能な方に限る。」（28 (4)）、「個人化する家族,多様化する世帯」（29 (1)）、「価値創造のマーケティングを実現するために」（29 (2)）
- 2010年 - 「ショッパー・マーケティング」（29 (3)）、「価値の創発と創造的適応」（29 (4)）、「顧客満足度指数は何を示すのか?」（30 (1)）、「マーケティング3.0」（30 (2)）
- 2011年 - 「顧客の暗黙知まで踏み込んだマーケティングに向けて」（30 (3)）、「地域活性化とマーケティング」（30 (4)）、「流通チャネルのニューウェーブ」（31 (1)）、「価値管理のマーケティング戦略」（31 (2)）
- 2012年 - 「新しいメディア環境に対応するマーケティング」（31 (3)）、「消費を読み解くための新たな視点」（31 (4)）、「流通の潮流変化」（32 (1)）、「プライシングのバリエーション」（32 (2)）
- 2013年 - 「マーケティングの教育と研究，その来し方，行く末」（32 (3)）、「新しい小売環境とマーケティング」（32 (4)）、「日本マーケティング学会誌としての再出発にあたって」（33 (1)）、「市場志向の今日的課題」（33 (2)）
- 2014年 - 「マーケティング発展の牽引力としてのサービス・マーケティング」（33 (3)）、「小売業におけるイノベーション」（33 (4)）、「ソーシャルビジネスとマーケティング」（34 (1)）、「ビッグデータと消費者行動」（34 (2)）
- 2015年 -「ソーシャルメディアを活用したマーケティング」（34 (3)）、「現代消費社会の断面」（34 (4)）、「日本の流通研究の新しい視覚」（35 (1)）、「マーケティングにおける言葉のマネジメントの重要性」（35 (2)）
- 2016年 - 「サービス・デザインとマーケティング」（35 (3)）、「感情とマーケティング」（35 (4)）、「ブランド研究の再興」（36 (1)）、「小売の革新」（36 (2)）
- 2017年 - 「マーケティング・コミュニケーション」（36 (3)）、「ユーザー・イノベーション」（36 (4)）、「多型化する時代のマーケティングを考える」（37 (1)）、「マーケティング・リサーチプロジェクト」（37 (2)）
- 2018年 - 「消費者行動とコミュニケーションに関する最新の研究の諸相」（37 (3)）、「なぜ今、エフェクチュエーションか」（37 (4)）、「デザインとイノベーションに関する最新の研究の取り組み」（38 (1)）、「マーケティングにおける制御焦点理論の応用」（38 (2)）
- 2019年 - 「地域商業を再考する」（38 (3)）、「エスセティクスと消費者心理」（38 (4)）、「マーケティング・リサーチプロジェクト」（39 (1)）、「企業によるユーザー・イノベーションの有効活用」（39 (2)）
- 2020年 - 「デジタル社会におけるブランドのあり方」（39 (3)）、「観光マーケティング」（39 (4)）、「カスタマイゼーションとパーソナライゼーション」（40 (1)）、「ショッパー・サイエンス」（40 (2)）
- 2021年 - 「クラウドとプライシング」（40 (3)）、「ソーシャルメディア」（40 (4)）、「ニューノーマル時代のマーケティング」（41 (1)）、「デジタル・マーケティング」（41 (2)）
- 2022年 - 「DXとダイナミック・プライシング」（41 (3)）、「ビジネスモデルとマーケティング」（41 (4)）、「マーケティングの質的比較分析」（42 (1)）、「スポーツマーケティング」（42 (2)）
- 2023年 - 「センサリー・マーケティング」（42 (3)）、「文化とマーケティング」（42 (4)）、「心理的所有感」（43 (1)）、「ケース・スタディ・リサーチとその適用」（43 (2)）
- 2024年 - 「デジタル社会の新製品開発」（43 (3)）、「企業家マーケティング」（43 (4)）、「コンテンツを巡るマーケティング」（44 (1)）、「観光業のレジリエンス」（44 (2)）
- 2025年 - 「社会心理学とマーケティング」（45 (1)）、「顧客経験（DX）」（45 (2)）、「オンライン・コミュニティ」（45 (3)）

## ベストペーパー賞／奨励賞
『マーケティングジャーナル』は、池尾恭一が第6代編集長を務める2014年、掲載論文の中からベストペーパー賞とヤングスカラー賞を1本ずつ選定することを決定し、日本マーケティング学会・マーケティングカンファレンスにて贈賞を開始した。西川英彦が第8代編集長を務める2017年、ヤングスカラー賞を奨励賞に改称し、1本から3本へと最大贈賞数を拡充した。さらに、小野晃典が第9代編集長を務める2023年、贈賞対象論文の和文英訳版を「受賞論文」として掲載する制度が施行された。
2014年
- ベストペーパー賞
  - 石田大典（帝京大学）「顧客志向が新製品パフォーマンスと企業価値へ及ぼす影響」（33 (2), 49-64）
- ヤングスカラー賞
  - 髙橋広行（流通科学大学）「消費者視点のリテール・ブランド・エクイティ     — 食品スーパーを対象にしたモデルの検討 —」（33 (4), 57-74）

2015年
- ベストペーパー賞
  - 青木幸弘（学習院大学）「エイジングの諸相と高齢者市場─     その構造変化と多様性の源泉を読み解く ─」（34 (4), 40-68）
- ヤングスカラー賞
  - 戸田 裕美子（日本大学）「流通革命論の再解釈」（35 (1), 19-33）

2016年
- ベストペーパー賞
  - 石淵 順也（関西学院大学）「店舗内の快感情は衝動購買をさせるだけか」（35 (4), 27-51）
- ヤングスカラー賞
  - 杉谷 陽子（上智大学）「ブランド態度における自己ベース評価と他者ベース評価─     ラグジュアリーブランドとノンラグジュアリーブランドの比較 ─」（36 (1), 42-56）

2017年
- ベストペーパー賞
  - 山本 晶（慶應義塾大学）・松村 真宏（大阪大学） 「エイジングの諸相と高齢者市場─     その構造変化と多様性の源泉を読み解く ─」（36 (4), 76-93）
- ヤングスカラー賞
  - 大久保 直也（不二サッシ）・西川 英彦（法政大学）「共創志向と競争志向は，ユーザー・イノベーションに有効か     ―ミニ四駆のイノベーション・コミュニティ―」（36 (4), 24-39

2018年
- ベストペーパー賞
  - 小野 晃典（慶應義塾大学）・菊盛真衣（立命館大学）「独自性欲求が口コミ発信行動に及ぼす影響」（37 (3), 22-37）
- ヤングスカラー賞
  - 杉谷 陽子（上智大学）「ブランドへの愛着と購買意図     ― 準拠集団におけるブランド採用の効果 ―」（37 (3), 38-53）

2019年
- ベストペーパー賞
  - 石井 裕明（成蹊大学）「パッケージにおける最適な情報量     ― 制御焦点と情報過剰感による影響 ―」（38 (2), 21-38）
- 奨励賞
  - 竹内 亮介（東洋大学）「消費者の制御焦点と広告回避」（38 (2), 39-51）

2020年
- ベストペーパー賞
  - 結城 祥（中央大学）「生産・企画の延期と在庫パフォーマンス     ― アパレル業界を対象とした実証分析 ―」（39 (4), 66-76）
- 奨励賞
  - 麻里 久（首都大学東京）「「ソーシャルメディアはブランドコミュニティか,ブランドパブリックか? ―     企業公式Facebook ページの分析 ―」（39     (3), 104-115）
  - 加藤 拓巳（本田技研工業）・津田 和彦（筑波大学）「推奨意向の観点から見た自動車業界のショールームに対する一考察」（40     (1), 85-95）

2021年
- ベストペーパー賞
  - 山本 晶（慶應義塾大学）「二次流通市場が一次流通市場における購買に及ぼす影響」（40 (2), 29-41）
- 奨励賞
  - 赤松 直樹（明治学院大学）・福田 怜生（亜細亜大学）「消費者の逐次選択における目標コンフリクトの影響     ― 各選択の関連性に着目した分析 ―」（40 (2), 53-64）
  - 西本 章宏（関西学院大学）・勝又 壮太郎（大阪大学）・本橋 永至（横浜国立大学）「急激な環境変化に対するイノベーションの源泉としての創発的消費者     ― COVID-19のアウトブレイクにおけるソーシャルメディアの利用動向分析 ―」（40 (4), 44-57）

2022年
- ベストペーパー賞
  - 須田孝徳（早稲田大学）・石井 裕明（青山学院大学）・外川 拓（上智大学 ）・山岡 隆志（名城大学）「デバイスの違いが消費者反応に及ぼす影響     ― 解釈レベル理論による効果の検討 ―」（41 (2), 60-71）
- 奨励賞
  - 石井 隆太（立命館大学）「高収益を生み出す流通チャネル戦略の探究     ― 質的比較分析（QCA）によるアプローチ ―」（42     (1), 52-64）
  - 横山 斉理（法政大学）・東 伸一（青山学院大学）「小売ビジネスモデルを研究するための分析アプローチ     ― 過程追跡法による事例内因果分析と質的比較分析 ―」（41 (4), 28-64）
  - 竹内 亮介（東洋大学）・王 珏（慶應義塾大学）「広告における視覚的メタファーの設計     ― 認知的精緻化と理解に関するファジィ集合質的比較分析（fsQCA）―」（42 (1), 28-39）

2023年
- ベストペーパー賞
  - 西本 章宏（関西学院大学）・勝又 壮太郎（大阪大学）「消費者のメンタルアカウンティングにおける心理的所有感の価値拡大効果     ― 決済手段が選択可能な状況下でのWTPとWTAの測定と分析 ―」（43 (1), 53-65）
- 奨励賞
  - 外川 拓（上智大学）・磯田 友里子（高知大学）・鈴木 凌（リクルート）・恩藏 直人（早稲田大学）「顧客の名字がブランド選択に及ぼす影響     ― 視覚情報としての文字に注目して ―」（42 (3), 27-38）
  - 磯田 友里子（高知大学）・工藤 玲（ハルメクホールディングス）・恩藏 直人（早稲田大学）「小売ビジネスモデルを研究するための分析アプローチ     ― 過程追跡法による事例内因果分析と質的比較分析 ―」（42 (4), 75-86）
  - 河股 久司（早稲田大学）・守口 剛（早稲田大学）「ブランド・ロゴ変更時の彩度の変化が消費者のブランド態度に与える影響」（42 (3), 39-50）

2024年
- ベストペーパー賞
  - 石田 大典（同志社大学）・大平 進（日本大学）・恩藏 直人（早稲田大学）「製品開発におけるクラウドファンディングの効果」（43 (3), 19-31）
- 奨励賞
  - 岡田 庄生（法政大学）「制御焦点の違いがユーザー創造製品の発案者効果に与える影響」（43 (3), 32-43）
  - 菊盛 真衣（立命館大学）・石井 隆太（立命館大学）「小説原作映画におけるeクチコミの発信 ― 原作ファンと原作未読者の比較     ―」（44 (1), 6-16）
  - 加藤 拓巳（明治大学）・池田 亮介（日本電気）・小泉 昌紀（日本電気）「消費者向け広告が従業員の転職意向に与える影響 ― 日本の上場企業の正規従業員を対象とした調査に基づく実証 ―」（43 (4), 73-85）

2025年
- ベストペーパー賞
  - （未定）
- 奨励賞
  - （未定）

## ベストエディター賞／ベストレビュアー賞
『マーケティングジャーナル』は、小野晃典が第9代編集長を務める2025年、優れたレビューレポートの作成に携わったエディターおよびレビュアーを表彰することを決定し、日本マーケティング学会・マーケティングカンファレンスにて贈賞を開始した。
2025年
- ベストエディター賞 - （未定）
- ベストレビュアー賞 - （未定）